# 第22装甲擲弾兵旅団 (ドイツ連邦陸軍)
第22装甲擲弾兵旅団「オーバーラント」（だい22そうこうてきだんへいりょだん、ドイツ語：Panzergrenadierbrigade 22, "Oberland"）は、ドイツ連邦陸軍の旅団の一つ。第1山岳師団隷下にあって、旅団司令部を当初ミッテンヴァルトに、1981年にムーラウ・アム・シュタッフェルゼーに置き、旅団隷下部隊はオーバーバイエルン一帯にあった。1981年までは第22山岳猟兵旅団（Gebirgsjägerbrigade 22）であった。

## 歴史

### 第1次編制
1956年7月19日、ミッテンヴァルトにて第104山岳猟兵大隊および第114山岳猟兵大隊の一部が同時に編成される。主要要員はドイツ連邦国境警備隊の現役部隊や旧ドイツ国防軍山岳猟兵出身者で構成された。これを基幹に人員1,000人から成る第104山岳旅団が編成される。1957年にはB8山岳戦闘群が編成される。当初の戦闘群隷下部隊はは以下のとおりであった。
- 戦闘群本部中隊
- 第8山岳猟兵大隊
- 第18山岳猟兵大隊
- 第8山岳装甲偵察大隊
- 第8山岳通信中隊
- 第8山岳駄獣中隊

### 第2次編制
1959年に戦闘群は第22山岳猟兵旅団に改編され第1山岳師団隷下となる。1960年の旅団隷下部隊は以下のとおり。
- 旅団司令部中隊
- 第221山岳猟兵大隊
- 第222山岳猟兵大隊
- 第226山岳補給大隊
- 第220山岳装甲偵察中隊
- 第220山岳工兵中隊
- 第220山岳駆逐戦車中隊

1962年に第225山岳砲兵大隊がゾントホーフェンにて編成され、1970年にフュッセンへ移駐する。1966年に第24装甲旅団隷下第243戦車大隊は第224山岳戦車大隊に改編され第22山岳猟兵旅団に配転される。同年、旅団に第220山岳特殊武器防護中隊が隷属する。この期間に旅団隷下に第223山岳猟兵大隊、第227山岳野戦予備大隊および第228山岳野戦教育大隊が全てケンプテンにて編成される。

### 第3次編制
1971年に第224山岳戦車大隊は第224山岳駆逐戦車大隊に再編成され、第220特殊武器防護中隊は解隊される。1972年にランツベルク・アム・レヒの第220山岳偵察中隊は第220山岳装甲偵察中隊に改編される。1973年、第226補給大隊は解隊され、代替に第220整備中隊および第220補給中隊がフュッセンにて、第220山岳駄獣中隊がミッテンヴァルトにて新編される。

### 第4次編制
陸軍第4次編制に基づき1981年10月1日に第22装甲擲弾兵旅団に改編される。当時の旅団隷下部隊は以下のとおり。
- 旅団司令部中隊
- 第221駆逐戦車大隊
- 第222装甲擲弾兵大隊　在ムルナウ
- 第223装甲擲弾兵大隊
- 第224戦車大隊　在ランツベルク
- 第225装甲砲兵大隊（山岳）　在フュッセン
- 第220山岳装甲偵察中隊
- 第220山岳工兵中隊
- 第220山岳駆逐戦車中隊　在ランツベルク
- 第220整備中隊　在フュッセン
- 第220補給中隊　在フュッセン
- 第86猟兵大隊
- 第83野戦予備大隊

第22装甲擲弾兵旅団では第222装甲擲弾兵大隊と第223装甲擲弾兵大隊の第4中隊にのみマルダー歩兵戦闘車が装備されており、そして第4中隊以外のナンバー中隊にはM113A1G装甲兵員輸送車（MTW）が装備されていた。1989年に旅団は愛称「オーバーラント」を与えられる。1993年3月31日に第22装甲擲弾兵旅団は解隊される。

## 歴代旅団長
| 代 | 氏名                                                                   | 着任           | 離任          |
| -- | ---------------------------------------------------------------------- | -------------- | ------------- |
| 1  | ヘルムート・ガラサイ陸軍大佐 de:Helmut Grashey                         | 1957年11月15日 | 1959年5月15日 |
| 2  | リヒャルト・エルンスト陸軍大佐 Richard Ernst                           | 1959年5月16日  | 1962年3月31日 |
| 3  | ヨアヒム・ホルバッハ陸軍大佐 Joachim Horbach                           | 1962年4月1日   | 1963年7月14日 |
| 4  | ゲルハルト・ペイラー陸軍大佐 Gerhard Peiler                            | 1963年7月15日  | 1967年10月4日 |
| 5  | ヘルベルト・フリッツ陸軍大佐 Herbert Fritz                             | 1967年10月5日  | 1970年9月30日 |
| 6  | ゲルト・コールマン陸軍准将 Gert Kohlmann                               | 1970年10月1日  | 1974年9月30日 |
| 7  | レオポルド・シャルパ陸軍大佐 de:Leopold Chalupa                        | 1974年10月1日  | 1976年3月31日 |
| 8  | エルンスト＝ヴィルヘルム・シュナイダー陸軍准将 Ernst-Wilhelm Schneider | 1976年4月1日   | 1982年9月26日 |
| 9  | ウーヴェ・リッヒアルトゼン陸軍大佐 Uwe Richardsen                      | 1982年9月27日  | 1984年3月31日 |
| 10 | ヴィンフリート・ヴィーク陸軍准将 Winfried Weick                        | 1984年4月1日   | 1987年3月31日 |
| 11 | ハンス＝ウーヴェ・ウルリッヒ陸軍大佐 Hans-Uwe Ullrich                  | 1987年4月1日   | 1991年3月31日 |
| 12 | カール・ホフマン陸軍大佐 Karl Hoffmann                                 | 1991年4月1日   | 1993年3月31日 |